# Terapia con helmintos
La terapia con helmintos es considerada un promisorio tratamiento alternativo para la enfermedad de Crohn, esclerosis múltiple, asma, y colitis ulcerosa.
Durante la terapia, el paciente es inoculado o infectado con helmintos (nematodos intestinales parásitos, como Necator y Ancylostoma, Trichuris trichiura, etc.) para modular la respuesta inmune y reducir la inflamación y consecuentemente el daño tisular, asociado con aquellas enfermedades. 

## Indicaciones
Hay un gran interés de investigación para sugerir que esta terapia es una promisoria alternativa junto a las terapias ya existentes para Crohn, asma, eczema, dermatitis, fiebre del heno, colitis, y esclerosis múltiple. Por ej., la remisión para pacientes con enfermedad de Crohn fue del 72,4%, 100% en otro estudio usando Necator y Ancylostoma, y del 66 % para asmáticos, también usando de ese género.
Hay razones para creer que puede ser valioso en el tratamiento de muchas otras enfermedades autoinmunes y en trastornos inmunitarios que tienen similares mecanismos inmunitario en Crohn, etc. Por ej. artritis reumatoide, diabetes tipo I, enfermedad de Parkinson, sinusitis tienen características que sugieren que la "terapia helmíntica" puede ser beneficiosa. Aunque para las enfermedades que involucran daño de tejidos, el principal beneficio sería profiláctico, porque no se puede reparar tejido muerto y cicatrizado.

## Efectos colaterales
Los beneficios potenciales de la "terapia con helmintos" están aún en etapa de arranque, si bien hay un contexto de tasas exitosas y efectos colaterales experimentados por la gente,  aceptando medicaciones que son inmuno moduladores y/o antiinflamatorios. 
Los efectos colaterales de esta terapia no son universales y pueden ser temporales, usualmente en las últimas dos a cuatro semanas. Consisten de dolor abdominal, calambre, gases, diarrea, fatiga. 

## Orígenes
Sus orígenes yacen en la hipótesis de higiene que fue desarrollada par explicar la observación de que la rinitis y el eczema, son ambas enfermedades alérgicas, eran menos comunes en hijos de grandes familias, que presumiblemente se exponían a más agentes infecciosos a través de tantos hermanos, comparado con niños de familias con solo un hijo. Los estudios epidemiológicos han establecido que hay grandes diferencias en la distribución de la enfermedad autoinmune, entre países industrializados y los menos desarrollados. Las enfermedades autoinmunes, como esclerosis múltiple, asma, enfermedad inflamatoria crónica intestinal se incrementan en los países industrializados, pero son mucho más raras en los pobres, con sus habitantes en ambientes menos sanitarios. La aún en desarrollo hipótesis de higiene sugiere que la exposición de la niñez a bacterias y virus (eliminados en los países industrializados)  puede ser una causa. Otra posible explicación ha sido sugerida en el incremento en atopia y enfermedad autoinmune en los países desarrollados es la eliminación de helmintos parásitos intestinales. Hay desarrollo de investigación en la sugerencia que la eliminación de los helmintos causa al sistema inmune humano una sobre reacción, resultando en inflamación en varias áreas corporales, dependiendo de la genéticas del individuo.

## TSO yhelmintos
La terapia helmíntica con TSO ha sido investigada y publicada por las Universidad de Nottingham y la de Iowa.

## Resultados de las investigaciones

### Resultados con la enfermedad de Crohn y la colitis ulcerosa con huevos deTrichuris suis
Un ensayo de 24 semanas con 29 pacientes con la enfermedad de Crohn, mostró resultados palpables. El 79,3 % del total respondió al tratamiento y el 72,4 % de los pacientes remitieron. El 100 % de los pacientes con el tratamiento inmunosupresor, al tiempo del estudio mostró una respuesta al tratamiento luego de 24 semanas.
Un ensayo doble ciego, placebo-control con 59 pacientes con colitis ulcerosa, los llevó el mismo grupo de investigadores. El 47,8 % de los pacientes receptores de helmintos mostró respuesta comparado con el 15,4 % de ellos que recibieron un placebo. No hubo efectos indeseables ni complicaciones.